# Boomerang (achtbaanmodel)
Boomerang is een stalen achtbaanmodel ontwikkeld door de Nederlandse achtbaanbouwer Vekoma.
De banen zijn onder andere te vinden in meerdere Six Flags-attractieparken, in parken van Compagnie des Alpes en in parken van de PARC-groep. De Vekoma Boomerang is het meest verkochte achtbaanontwerp op de wereld en nog steeds komen er nieuwe bij. De eerste werkende Boomerang staat in het Belgische Bellewaerde. Ondertussen zijn er over de hele wereld al 50 achtbanen van dit standaardmodel gebouwd.

## Werking
Vanuit het station wordt de achtbaan met een staalkabel achterwaarts op een helling getrokken. Wanneer hij wordt losgelaten, raast hij eerst door het station, vervolgens door een cobra roll, daarna door een looping, om dan opnieuw een helling op te rijden. Een ketting tilt de achtbaan iets hoger op de helling dan hij komt door zijn snelheid. Daarna wordt hij losgelaten om terug door de looping en de cobra roll te rijden, maar deze keer achterwaarts. Dit is vergelijkbaar met een boemerang die ook terugkeert nadat deze is weggeworpen.

## Voorbeelden
- Boomerang in Bellewaerde, België
- Boomerang in Walibi Sud-Ouest, Frankrijk
- Boomerang in Wild Adventures, Verenigde Staten
- Boomerang Coast to Coaster in Six Flags Discovery Kingdom, Verenigde Staten
- Cobra in Walibi Belgium, België
- Flashback! in Six Flags Over Texas, Verenigde Staten
- Speed of Sound in Walibi Holland, Nederland
- The Bat in Canada's Wonderland, Canada
- Tweestryd in Wildlands Adventure Zoo Emmen

## Varianten
- Later is er van Boomerang een variant bij gekomen, de zogenaamde Invertigo. Invertigo is, in tegenstelling tot Boomerang, een omgekeerde achtbaan.
- Nog later werd Giant Inverted Boomerang ontwikkeld. Bij deze variant maakt het spoor niet alleen een kruising, maar hij is ook veel groter en de hellingen zijn volledig verticaal. Dit is alsook een omgekeerde achtbaan.
- Tot slot werd eind 2010 Family Boomerang in productie gebracht. Dit is geen hangende achtbaan en maakt ook geen inversies maar een paar helices, en is daardoor meer geschikt voor kinderen.

### Technische specificaties
|             | Invertigo                                  | Giant Inverted Boomerang                   | Family Boomerang                                  |
| ----------- | ------------------------------------------ | ------------------------------------------ | ------------------------------------------------- |
| Topsnelheid | 80,5 km/u                                  | 105 km/u                                   | 60 km/u                                           |
| Baanlengte  | 309 m                                      | 367 m                                      | 185 m                                             |
| Baanhoogte  | 40 m                                       | 58,4 m                                     | 20 m                                              |
| Inversies   | 3 (worden 2x doorlopen)                    | 3 (worden 2x doorlopen)                    | 0                                                 |
| Treinen     | 1                                          | 1                                          | 1                                                 |
| Capaciteit  | 840 personen per uur 28 personen per trein | 870 personen per uur 32 personen per trein | 640-750 personen per uur 16-20 personen per trein |

### Spoorplan

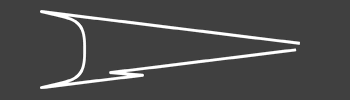
Spoor van een Boomerang
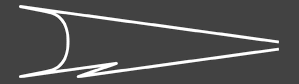
Spoor van een Invertigo
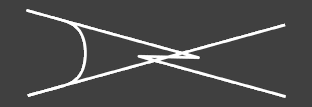
Spoor van een Giant Inverted Boomerang